# Бёргин, Осборн Джозеф
Осборн Джозеф Бёргин, англ. Osborn Joseph Bergin, (25 ноября 1873 — 6 октября 1950) — ирландский филолог, специалист по истории ирландского языка и средневековой ирландской литературе. Родился в городе Корк в семье купца-протестанта, учился в Колледже Королевы (ныне Университетский колледж Корка). Затем стажировался в Германии в университете Фридриха-Вильгельма (теперь Берлинский университет имени Гумбольдта) под руководством Генриха Циммера, позднее — Рудольфа Турнейзена). В 1906 году защитил диссертацию, посвящённую истории палатализации в кельтских языках. Затем вернулся в Ирландию, где преподавал в Дублинском университете и в Школе ирландского образования. Скончался в Дублине.
Бёргин выпустил издания многих ключевых памятников средневековой ирландской литературы. В их числе «Книга Бурой Коровы», средневековые ирландские грамматические трактаты (Irish Grammatical Tracts), «Лейнстерская книга» (в шести томах, совместно с Р. И. Бестом и М. О’Брайеном). Вместе с Д. Бинчи Бергин перевёл на английский язык «Грамматику древнеирландского языка» Рудольфа Турнейзена.